# Катіка Кулавкова
Катіка (Катіца) Кулавкова (нар. 1951) —  македонська письменниця, академік. Опублікувала понад сорок книг, у тому числі двадцять поетичних збірок. Кулавкова — професор філологічного факультету ім. Кирила і Мефодія в Скоп'є та віце-президент літературної організації PEN International.   

## Біографія
Катіка (Ката) Кулавкова народилася у Велесі, Народна Республіка Македонія, в 1951 році. Вона отримала ступінь бакалавра та магістра в університеті св. Кирило-Мефодіївського університету в Скоп'є та доктора філософії в 1986 році в Загребському університеті .
Кар’єра Кулавкової зосереджена на македонській поетичній мові. Її першою науковою роботою стала « Образна мова в македонській поезії», опублікована в 1984 р.  В даний час вона є професором теорії літератури та літературної герменевтики в Університеті Скоп'є.
Раніше вона працювала президентом македонського відділу міжнародної організації «ПЕН» і була членом Асоціації письменників Македонії з 1978 року.  Вона є членом Македонської академії мистецтв і науки з 2003 р.  Станом на 2019 рік Кулавкова також є членом виконавчого комітету Міжнародної асоціації семіотичних досліджень.

## Роботи доступні англійською мовою
- Contemporary Macedonian Poetry, ed. Ewsald Osers (Forest, 1991)[13]
- New European Poets, eds. Wayne Miller and Kevin Prufer (Graywolf Press, 2008)[14]
- Interpretations: European Research Project for Poetics & Hermeneutics, eds. Katica Ḱulavkova and Nataša Avramovska (Macedonian Academy of Sciences and Arts, 2009)
- Six Macedonian Poets, ed. Igor Isakovski (Arc Publications, 2011) - bilingual anthology featuring Kulavkova alongside Elizabeta Bakovska[mk], Lidija Dimkovska, Bogomil Gjuzel[en], Igor Isakovski[mk], and Jovica Ivanovski[15]